# السعودية في كأس القارات 1997
شارك المنتخب السّعُوديّ في بطولة كأس القارات 1997 والتي نُظّمت في السعودية خلال الفترة ما بين 12 و21 أكتوبر من عام 1997.
أُقصي المنتخب السعودي من دور المجموعات، بعد خسارتين أمام كل من المنتخب المكسيكي والمنتخب الدنماركي، وفوز أمام المنتخب المكسيكي.

## مرحلة المجموعات

### مجموعة أ
| المنتخب  | نقاط | لعب | فاز | تعادل | خسر | له | عليه |
| -------- | ---- | --- | --- | ----- | --- | -- | ---- |
| البرازيل | 7    | 3   | 2   | 1     | 0   | 6  | 2    |
| أستراليا | 4    | 3   | 1   | 1     | 1   | 3  | 2    |
| المكسيك  | 3    | 3   | 1   | 0     | 2   | 8  | 6    |
| السعودية | 3    | 3   | 1   | 0     | 2   | 1  | 8    |

| السعودية | 0–3 | البرازيل                           |
| -------- | --- | ---------------------------------- |
|          |     | سيزار سامبايو 65' روماريو 73'، 80' |

عدد الحضور: 50,000
| السعودية | 0–5 | المكسيك                                                               |
| -------- | --- | --------------------------------------------------------------------- |
|          |     | فرانسيسكو بالنسيا 20', 62' كواوتيموك بلانكو 68', 7 6' براولو لونا 75' |

عدد الحضور: 15,000
| السعودية         | 1–0 | أستراليا |
| ---------------- | --- | -------- |
| محمد الخليوي 40' |     |          |

عدد الحضور: 20,000

## مَرَاجِع
1. ↑  "FIFA Confederations Cup Saudi Arabia 1997 | Awards". FIFA.com. Fédération Internationale de Football Association (FIFA). مؤرشف من الأصل في 2019-06-07. اطلع عليه بتاريخ 2017-10-20.
2. ↑  http%3A%2F%2Ffr.fifa.com%2Fmm%2Fdocument%2Ffifafacts%2Fmencompcc%2F51%2F97%2F98%2Ffs-207_01f_fcc.pdf "document FIFA, Coupe des confédérations" (PDF). 2010. مؤرشف من http%3A%2F%2Ffr.fifa.com%2Fmm%2Fdocument%2Ffifafacts%2Fmencompcc%2F51%2F97%2F98%2Ffs-207_01f_fcc.pdf الأصل (PDF) في 2018-10-16. {{استشهاد ويب}}: تحقق من قيمة |مسار أرشيف= (مساعدة) وتحقق من قيمة |مسار= (مساعدة)